# Nancy Dalberg
Nancy Dalberg (Drøsselbjerg, illa de Selàndia, 6 de juliol de 1881 - Frederiksberg, 28 de setembre de 1949) va ser una compositora danesa.

## Biografia
Nancy Dalberg va créixer a l'illa danesa de Fiònia, on va aprendre a tocar el piano. El seu pare, un ric industrial, no li va permetre anar a estudiar a la Reial Acadèmia Danesa de Música, com era el seu desig. Finalment, va començar a compondre a causa de problemes mèdics que li afectaven el braç. Va rebre classes particulars de composició amb Johan Svendsen, Fini Henriques i Carl Nielsen.
Va compondre poc i la majoria de les seves obres van ser escrites entre 1914 i 1935. Les seves composicions inclouen unes quaranta cançons, música orquestral i música de cambra. És la primera compositora danesa a escriure una simfonia, que va rebre bones crítiques, tot i que de vegades una mica sorpreses i condescendents pel fet que la seva creadora fos una dona. Les dues influències més impactants de la seva música provenen de Johan Svendsen i Carl Nielsen.
La seva música de cambra és la que més atenció ha rebut i un dels seus tres quartets de corda, el Segon quartet de corda en sol menor, op. 14, de 1922, forma part del repertori de molts conjunts escandinaus i es va enregistrar en un CD de Dacapo el 1999 (Dacapo 8.224138). Les partitures van ser reeditades per Silvertrust Music Publishing el juny del 2007.